# Tim Asch
Tim Asch (16. července 1932 Southampton, New York – 3. října 1994 Los Angeles, Kalifornie) byl antropolog, fotograf a filmař. Tim Asch natáčel etnografické filmy a vizuální antropologii se věnoval také jako učitel a teoretik. Společně s Johnem Mashallem a Robertem Gardnerem hrál velkou roli v hledání nových trendů a inovací v oboru vizuální antropologie.

## Akademická kariéra
Tim Asch se narodil v Southamptonu ve státu New York, v roce 1959 dokončil bakalářské studium antropologie na Columbia University. Zde také působil jako lektor a asistent Margaret Meadové, která ho přivedla k vizuální antropologii. Magisterské studium v oboru Afrických studií zakončil v roce 1964 na Boston University.
Tim Asch se stal známým díky sérii filmů o jihoamerickém kmeni Janomamo, které natočil ve spolupráci s americkým antropologem Napoleonem Chagnonem. Jeho dalším spolupracovníkem byl významný teoretik vizuální antropologie Jay Ruby.
Jako pedagog působil na New York University, Brandeis University, Harvard University, než se v roce 1982 přesunul na University of Southern California, kde také vedl Centrum vizuální antropologie. Na této univerzitě Asch zůstal až do své smrti v roce 1994.

## Filmař
Asch natáčel dokumenty v oblasti Severní Ameriky, Jižní Ameriky, Afriky a Indonésie. Jako filmař začal v letech 1959 – 1962 editací etnografických filmů Johna Marshalla z Jižní Afriky, které vznikaly pro harvardskou instituci Peabody Museum. V 60. letech se mimo jiné věnoval experimentům se vzdělávacími možnostmi etnografických filmů, přičemž pod názvem Man: A Course of Study vytvořil první osnovy výuky antropologie pro základní školy (elementary school).
Na přelomu 60. a 70. let intenzivně spolupracoval s Napoleonem Chagnonem na sérii filmů o kmeni Janomamo, které společně natočily ve Venezuele. Z těchto celkem 39 filmů jsou nejznámější především The Feast z roku 1969 a The Ax Fight z roku 1975. Tyto dokumenty, které získaly řadu ocenění, byly vytváření speciálně pro použití ve výuce antropologie na univerzitách. Proto byly poměrně krátké a byly k nim připraveny i další studijní materiály.

## Filmografie
- Dodoth Morning (1963)
- The Feast (1969)
- Yanomamo: A Multidisciplinary Study (1971)
- Ocamo Is My Town (1974)
- Arrow Game (1974)
- Weeding the Garden (1974)
- A Father Washes His Children (1974)
- Firewood (1974)
- A Man and His Wife Weave a Hammock (1974)
- Children's Magical Death (1974)
- Magical Death (1974)
- Climbing the Peach Palm (1974)
- New Tribes Mission (1974)
- Yanomamo, a one-hour special for Japanese television (1974)
- The Ax Fight (1975)
- A Man Called "Bee": Studying the Yanomamo (1975)
- Moonblood (1975)
- Tapir Distribution (1975)
- Tug Of War (1975)
- Bride Service (1975)
- The Yanomamo Myth of Naro as Told By Kaobawa (1975)
- The Yanomamo Myth of Naro as Told By Dedeheiwa (1975)
- Jaguar: A Yanomamo Twin-Cycle Myth (1976)
- The Sons of Haji Omar (1978)
- A Balinese Trance Seance (1979)
- Jero on Jero: A Balinese Trance Seance Observed (1980)
- Jero Tapakan: Stories From the Life of a Balinese Healer (1983)
- The Medium is the Masseuse: A Balinese Massage (1983)
- The Water of Words (1983)
- Spear and Sword (1988)
- Releasing the Spirits (1990)
- A Celebration of Origins (1992)